# Trichosporon beigelii
Trichosporon beigelii es una especie de hongo en la familia Trichosporonaceae. Es una levadura que anteriormente se consideraba que era la causa de una afección del cabello desagradable llamada Piedra blanca y también la causa de una infección oportunista más grave (trichosporonosis) en personas inmunocomprometidas. Investigaciones recientes, sin embargo, han demostrado que varias especies de Trichosporon están involucradas en estas infecciones. Dado que no está claro a cuál de estas especies se debe aplicar el nombre Trichosporon beigelii, el nombre ahora se considera obsoleto.

## Historia
La especie fue descrita por primera vez en 1867, a partir de los pelos de una peluca de Friedrich Küchenmeister y Rabenhorst. Ellos pensaban que el organismo era un alga y la colocaron en el género Pleurococcus. El micólogo francés Paul Vuillemin luego se dio cuenta de que era una levadura y la transfirió al género Trichosporon, por considerarlo sinónimo de Trichosporon ovoides.
Trichosporon beigelii fue ampliamente asumido como el agente causante de la Piedra blanca en humanos y otros animales, hasta el advenimiento de la secuenciación del ADN, cuando se hizo evidente que más de una especie de Trichosporon podría causar la infección. McPartland & Goff seleccionaron una cepa de neotipo que hacía que T. beigelii fuera sinónimo de T. cutaneum. Guého y otros, sin embargo, seleccionaron una cepa de neotipo que hacía que T. beigelii fuera sinónimo de T. ovoides. Dado que no está claro a cuál de estas (u otras especies de Trichosporon) se debe aplicar el nombre T. beigelii, ahora se considera que el nombre es de aplicación incierta y, por lo tanto, obsoleto.